# Odznaka tytułu honorowego „Zasłużony Kolejarz Polskiej Rzeczypospolitej Ludowej”
Odznaka tytułu honorowego „Zasłużony Kolejarz Polskiej Rzeczypospolitej Ludowej” – jedna z piętnastu odznak tytułów honorowych przyznawanych w PRL, ustanowiona 9 listopada 1955 jako wyróżnienie dla najbardziej zasłużonych pracowników kolejnictwa, którzy w okresie wieloletniej ofiarnej pracy przyczynili się do sprawnego wykorzystania taboru kolejowego oraz urządzeń kolejowych, inicjowania i rozwoju współzawodnictwa pracy, zabezpieczania regularności ruchów pociągów, oszczędności paliw i energii, rozwoju budownictwa kolejowego, wprowadzania i upowszechniania postępu technicznego, obniżki kosztów własnych, a także poprawy warunków bezpieczeństwa i higieny pracy.
Odznakę noszono po prawej stronie piersi, przed Medalem 10-lecia Polski Ludowej.
Wszystkie tytuły honorowe zostały zlikwidowane 23 grudnia 1992, ustawą z dnia 16 października 1992.